# 科拉尔-鲁维奥
科拉尔-鲁维奥，是西班牙卡斯蒂利亚-拉曼恰自治区阿尔瓦塞特省的一个市镇。 总面积95km², 总人口447人（2001年），人口密度5人/km²。